# Інститут дослідження твердого тіла імені Макса Планка

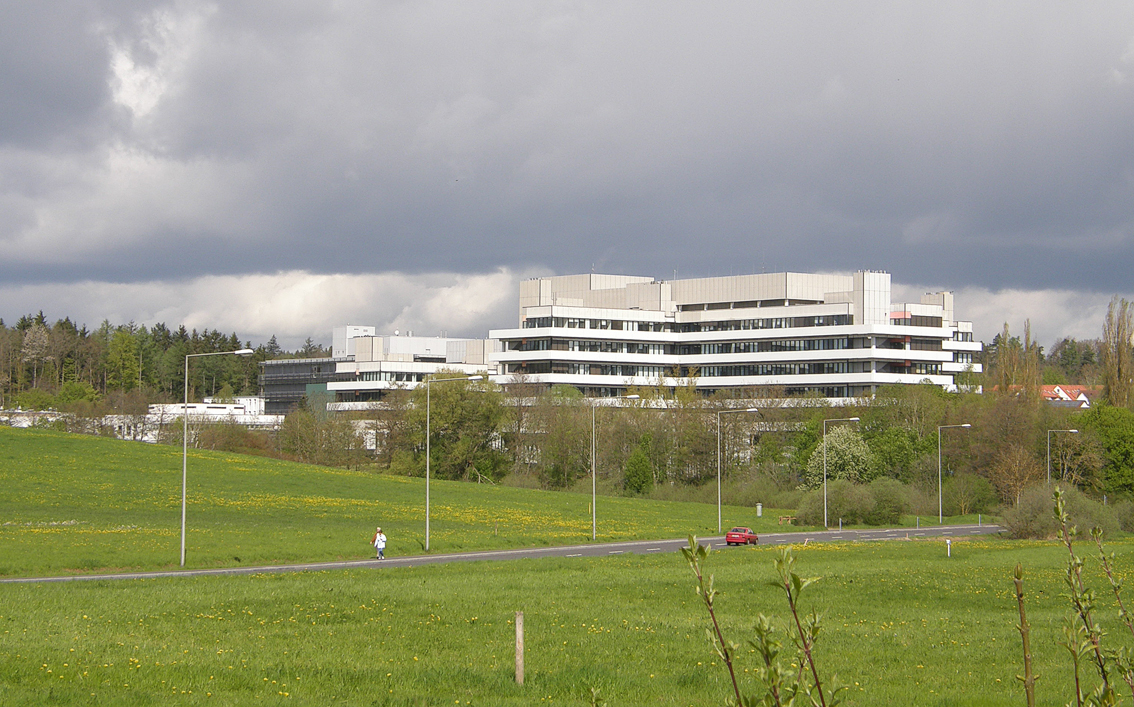
Інститут дослідження твердого тіла імені Макса Планка

Інститут дослідження твердого тіла імені Макса Планка (нім. Max-Planck-Institut für Festkörperforschung (MPI FKF) — науково-дослідний інститут товариства Макса Планка, що займається дослідженнями складу, будови та властивостями твердого тіла. Інститут знаходиться у районі Штуттгарта — Бюснау.

## Заснування
Інститут заснований у 1969 році і знаходився спочатку свого заснування у центрі Штуттгарта на Heilbronner Straße. У 1975 році було збудовано нову будівлю інституту поряд з Інститутом дослідження металів імені Макса Планка на Heisenbergstrasse 1 у районі Штуттгарта — Бюснау. Інститут почав своє повноцінне функціонування з березня 1976 року. До найвідоміших співробітників інституту зараховують нобелівського лауреата з фізики 1976 року — Клауса фон Клітцінґа номінованого за відкриття Квантового ефекту Хола та Ганса Йоахімі Квайссера (нім. Hans-Joachim Queisser) — винахідника інфрачервоних світлодіодів. Лауреатами премії Ляйбніца були — Мартін Янсен (1990), Арндт Сімон (1990), Клаус Керн (2008), Бернгард Каймер (2011).

## Структура інституту
Інститут дослідження твердого тіла імені Макса Планка складається із з восьми відділень, які займаються в основному трьома напрямками досліджень — хімія твердого тіла, фізика твердого тіла та теорія твердого тіла. Окрім цього у інституті є численні групи (лабораторії) обслуговування а також групи молодих науковців та групи партнерства. Кількість співробітників — бл. 350.

## Директори інституту
- Оле Крог Андерсен (Ole Krogh Andersen)
- Мартін Янсен (Martin Jansen)
- Бернгард Каймер (Bernhard Keimer)
- Клаус Керн (Klaus Kern)
- Клаус фон Клітцінґ (Klaus von Klitzing)
- Йоахім Маєр (Joachim Maier)
- Вальтер Метцнер (Walter Metzner)